# VCDS
VCDS ( аббревиатура от «VAG-COM Diagnostic System» и ранее известная как VAG-COM   ) - пакет программного обеспечения на базе Microsoft Windows,  разработанный и выпускаемый компанией Ross-Tech, LLC с мая 2000 года.  Он в основном используется для диагностики и регулировки автомобилей Volkswagen Group, в том числе легковых автомобилей Volkswagen, автомобилей Audi, Bentley (ограниченный), Lamborghini (ограниченный), SEAT и Škoda  а также коммерческих автомобилей Volkswagen.  
VCDS выполняет большинство функций дорогих электронных диагностических инструментов, доступных только официальным дилерам, например, нынешние VAS  Диагностические инструменты серии 505x.   В прошлом эти инструменты только для дилеров не позволяли владельцам и многим небольшим независимым ремонтным мастерским выполнять некоторые основные задачи, такие как диагностика ошибок, времени зажигания дизеля, изменение удобных опций, таких как автоматическое отпирание дверей, кодирование сменного электронного блока управления. (ECU) или ключ к автомобилю, а также мониторинг многих датчиков автомобиля для диагностики ошибок.  В отличие от общей бортовой диагностики ( OBD-II или EOBD ), VCDS использует более подробные команды протокола, характерные для Volkswagen Group,  которые позволяют пользователю получить доступ ко всем диагностическим системам автомобиля, даже если они не охватывается общим OBD-II / EOBD (например, до 1996 года). Существует два способа использования этого программного обеспечения: либо в качестве программного и аппаратного обеспечения, распространяемого производителем или его агентами, либо путем создания собственного аппаратного обеспечения интерфейса и использования его с общедоступной, но ограниченной условно-бесплатной версией программного обеспечения.
VCDS также может взаимодействовать с транспортными средствами, которые используют общие протоколы OBD-II / EOBD. Тем не менее, стандарты OBD-II и EOBD допускают только ограниченную диагностику и не вносят никаких изменений ни в один из ECU.